# NGC 5471
NGC 5471 је део галаксије (на пример сјајан HII регион) у сазвежђу Велики медвед која се налази на NGC листи објеката дубоког неба.
Деклинација објекта је + 54° 23' 51" а ректасцензија 14h 4m 28,9s. Привидна величина (магнитуда) објекта NGC 5471 износи 14,7 а фотографска магнитуда 15,5. NGC 5471 је још познат и под ознакама MCG 9-23-30, VV 394, part of M 101, PGC 165629.